# Treći švedski križarski rat
Treći švedski križarski rat (švedski: Tredje svenska korståget, ruski: Третий Шведский Крестовый поход)   bio je švedski vojni pohod u Kareliju godine 1293. godine. Karelja je bila područje pod kontrolom Novgoroda. Kao posljedica napada, izgrađen je dvorac Viborg a zapadna Karelija ostala je pod švedskom vlašću za više od 400 godina.
Naziv ekspedicije je u velikoj mjeri nepovijestan jer je to bio samo dio dugog niza vojnih sukoba u Švedsko-novgorodskim ratovima. 